# Газимур
Газиму̀р е река в Азиатската част на Русия, Забайкалски край, ляв приток на река Аргун, дясна съставяща на Амур. Дължината ѝ е 592 km, което ѝ отрежда 137-о място по дължина сред реките на Русия.
Река Газимур води началото си от северозападния склон на Нерчинския хребет, на 1084 m н.в., в източната част на Забайкалски край. По цялото си протежение с изключение но последните 40 km реката тече в североизточна посока, основно между Боршчовочния хребет на северозапад и север и Газимурския хребет на югоизток и юг. Течението на реката има планински и полупланински характер, с прагове и плитчини. Долината ѝ е относително широка, но дълбока врязана между двата хребета, а заливната ѝ тераса е едностранна, на отделни места двустранна, заето от езера-старици. Влива се отляво в река Аргун, дясна съставяща на Амур, при нейния 110 km, на 342 m н.в.
Водосборният басейн на Газимур има площ от 12,1 хил. km2, което представлява 7,38% от водосборния басейн на река Аргун и се простира източна част на Забайкалски край. Басейнът на реката е дълъг и тесен, удължен в посока югозапад-североизток и притоците на реката са малки и къси. Най-голям приток река река Зола (58 km, десен). Високият Боршчовочен хребет заграждащ долината на реката от север и северозапад не позволява проникването на студени арктични маси от север и северозапад и климатът във водосборния басейн на реката е значително по-топъл от останалите райони на Забайкалски край. Средна януарска температура -32,8 °C, средна юлска +19,1 °C. Годишна сума на валежите 350 – 400 mm, падащи основно през лятото. Около 80% от площта на басейна е заета основно от широколистни гори (лиственица и бреза).

Водосборният басейн на Газимур граничи със следните водосборни басейни:
- на запад и северозапад – водосборните басейни на река Онон, Куренга и други по-малки, десни притоци на Шилка;
- на изток и югоизток – водосборните басейни на реките Урулюнгуй, Верхняя Борзя, Средняя Борзя, Уров, Урюмкан и други по-малки, леви притоци на Аргун.

Подхранването на реката е предимно дъждовно (до 80%) и снегово. Характерно е пролетно пълноводие и епизодични лятно-есенни прииждания в резултат на поройни дъждове, които многократно превишават пролетното пълноводие. През пролетно-летния сезон се формира от 80 до 95% от годишния отток на реката, а през зимата оттокът е незначителен или напълно липсва. Среден годишен отток при село Батакан, на 248 km от устието 16,5 m3/s, което като обем се равнява на 0,521 km3. Газимур замръзва в края на октомври или през първата декада на ноември, а се размразява в края на април или началото на май. Дебелината на ледената кора достига до 1 – 1,5 m, а на някои места замръзва до дъно.
По течението на Газимур са разположени десетина села, в т.ч. районните центрове Александровски Завод и Газимурски Завод.